# Chrysoperla raimundoi
Chrysoperla raimundoi är en insektsart som beskrevs av De Freitas och Penny 2001. Chrysoperla raimundoi ingår i släktet Chrysoperla och familjen guldögonsländor. Inga underarter finns listade i Catalogue of Life.